# Lazaccápa
A lazaccápa (Lamna ditropis) a porcos halak (Chondrichthyes) osztályának heringcápa-alakúak (Lamniformes) rendjébe, ezen belül a heringcápafélék (Lamnidae) családjába tartozó faj.

## Előfordulása
A lazaccápa legfőbb elterjedési területe a Csendes-óceán északi részén van; az Ohotszki-tengertől a Bering-tengerig. Ez az állat azonban megtalálható délfelé, egészen Kalifornia déli részéig is, a mexikói Alsó-Kaliforniáig (Baja California).

## Megjelenése
Ez a halfaj általában, csak 180 centiméter hosszú, azonban 305 centiméteresre is megnőhet. Testtömege legfeljebb 175 kilogramm. 180-240 centiméteresen számít felnőttnek. A cápa háti része és a hátúszó, egyszínű sötét, míg az alsó része fehér sötét foltokkal.

## Életmódja

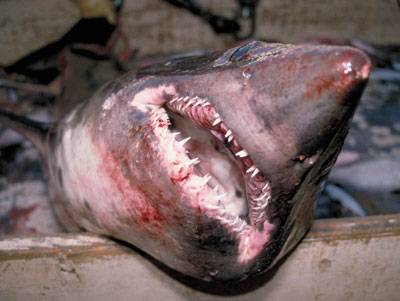
A fogazata

A lazaccápa nyílt tengeri ragadozó, amely 650 méteres mélyre is leúszhat, de általában, csak 152 méter mélyre megy le. A sark alatti és a mérsékelt övi vízeket kedveli. Magányosan vagy kisebb csoportban is vadászik. Tápláléka halakból áll. Bár a gyors úszó lazaccápa képes lehet sérüléseket okozni az embernek, kevés olyan eset ismert, ahol emberre támadt volna, ha volt ilyen egyáltalán. A halászok zsákmányát meg-megdézsmálja.

## Szaporodása
Ennek a cápafajnak a kicsinyei, az anyahal testében kelnek ki a tojásból. Egy alomban legfeljebb 4 kis lazaccápa lehet.

## Felhasználása
A lazaccápát iparilag, csak kis mértékben halásszák. Azonban a sporthorgászok kedvelik.